# Estação de tratamento de águas residuais de Frielas
A Estação de Tratamento de Águas Residuais (ETAR) de Frielas está situada na freguesia de Frielas, no município de Loures, em Portugal. Ela é a peça-chave no processo de recuperação do rio Trancão, tendo entrado em funcionamento em julho de 1999. Em 2020, foi considerada a maior ETAR da Península Ibérica.
Foi administrada pelo Sistema Multimunicipal de Saneamento do Tejo e Trancão (SIMTEJO). Em 2015, a SIMTEJO foi agregada à sociedade anônima Águas de Lisboa e Vale do Tejo (criada pelo Decreto-Lei nº 94/2015, de 29 de maio) e desde 2017 a administradora é a sociedade anônima Águas do Vale do Tejo (AdVT), criada pelo Decreto-Lei nº 34/2017, de 24 de março.

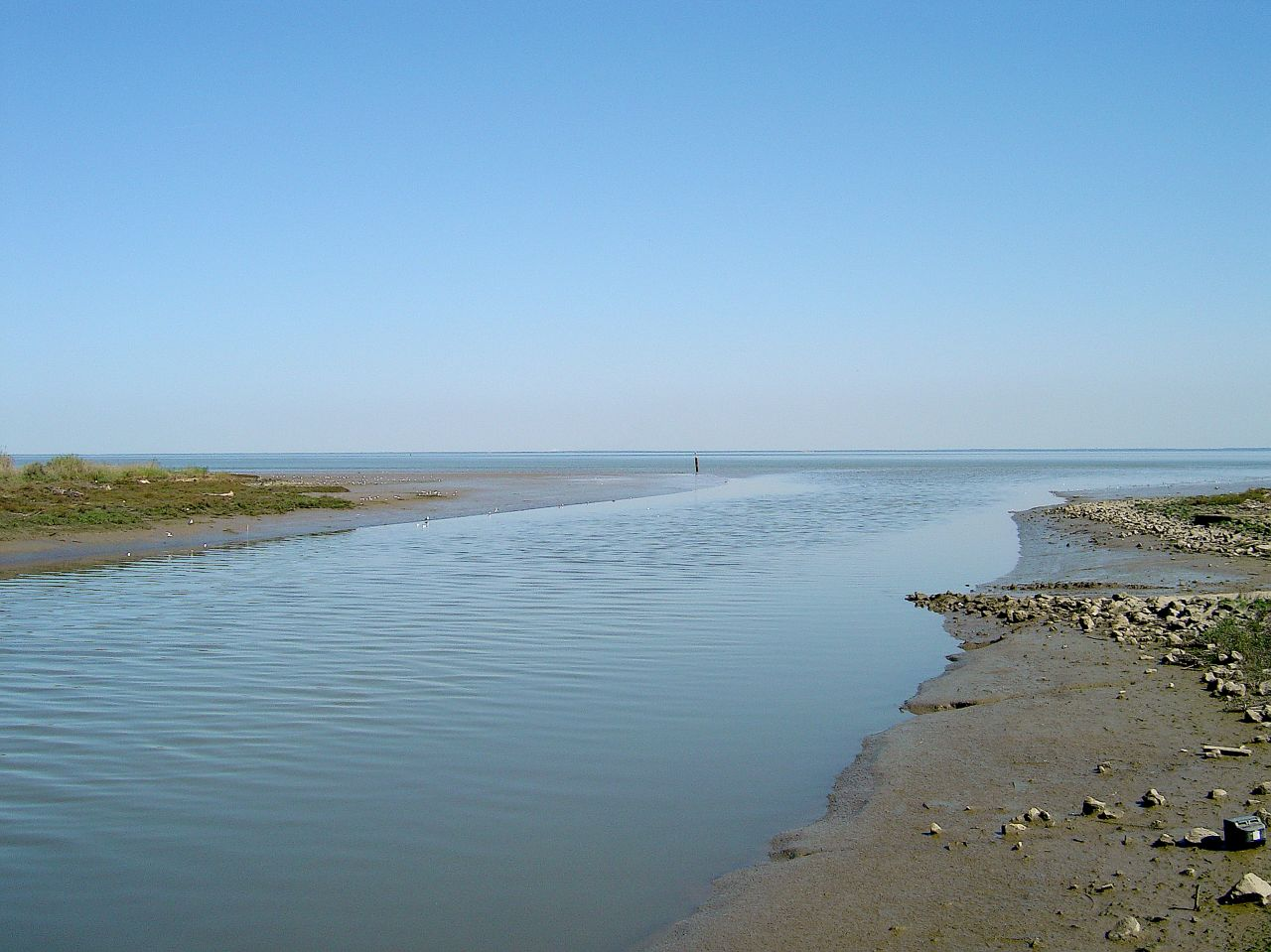
Rio Trancão, considerado por décadas um dos mais poluídos da Europa, vem sendo despoluído desde 1999 pela ETAR de Frielas

Foi concebida e construída para tratar águas residuais para uma população equivalente a 700 mil pessoas.
Ela possui tecnologia de ponta no tratamento de águas residuais que envolve três etapas: Elevação (estação elevatória de bombagem de efluentes) para Biofiltração, Biofiltração e Desinfecção por radiação ultravioleta.
A ETAR de Frielas é a estrutura central do subsistema Frielas que é responsável pelo tratamento dos esgotos de uma parte da população que abarca uma vastíssima área que se estende pelos municípios de Amadora, Lisboa, Loures, Mafra, Vila Franca de Xira e Sintra. Além da ETAR Frielas, o subsistema possui seis estações elevatórias e cerca de 100 Km de interceptores e emissários.
A ETAR Frielas possui capacidade para tratar cerca de 70000 m³/dia de águas residuais, contemplando um tratamento secundário por lamas activadas e um tratamento de afinação por biofiltração e desinfecção do efluente por ultra-violeta.
Conforme documento do Arquivo Municipal de Loures, datado de 2020: "A sua entrada em funcionamento possibilitou a despoluição dos rios Tejo e Trancão – este último identificado durante décadas como o mais poluído da Europa – e a proteção e preservação do ambiente, possibilitando a existência de jardins e espaços de lazer junto à foz do Trancão que, até há cerca de vinte anos, eram impensáveis.
Em 2021, foi anunciado que as lamas da ETAR de Frielas seriam utilizadas a partir de julho de 2022 para a produção de hidrogénio e biogás.
Nos últimos anos, diversas pesquisas científicas e trabalhos acadêmicos tem sido publicados analisando a tecnologia utilizada nessa ETAR.